# Anatolische hypothese
De Anatolische hypothese, ook wel Renfrews hypothese, is een door Colin Renfrew beschreven en beargumenteerd vermoeden dat de verspreiding van de Indo-Europese talen (IE) haar oorsprong vindt in Anatolië en gelijke tred heeft gehouden met de verspreiding van de landbouw vanuit Anatolië over Europa en delen van Azië tussen 7000 en 6000 v.Chr. Renfrew lanceerde deze hypothese in 1987. In het neolithicum zouden de bewoners van Anatolië (het Aziatische deel van het huidige Turkije) een voorloper van de Indo-Europese talen (een taal die gereconstrueerd wordt als Proto-Indo-Europees (PIE) hebben gesproken. Met de golfsgewijze verspreiding van de landbouw vanuit Anatolië zouden zich ook de Indo-Europese talen hebben verspreid. De voornaamste tegenhanger van de Anatolische hypothese is de uit 1956 daterende Koerganhypothese van Marija Gimbutas.

## Punten van kritiek
Een sterk punt van de landbouwhypothese is het verband dat wordt aangetoond tussen de verspreiding van de IE-talen en een archeologisch vastgesteld gegeven (verspreiding van de landbouw) dat vaak met belangrijke verschuivingen in de populatie zou zijn gepaard gegaan.
Een tegenargument ten aanzien van de Anatolische hypothese is de constatering dat in het Proto-Indo-Europees (PIE) reeds woorden voorkomen om technieken aan te duiden die in de archeologische optekeningen pas in het late neolithicum hun intrede doen, in sommige gevallen zelfs op de drempel van de bronstijd, en dat een aantal van die woorden tot de oudste lagen van het PIE horen. Het lexicon bevat woorden in verband met landbouw (7500 v.Chr.), metallurgie (7500 v.Chr.), veefokkerij (6500 v.Chr.), de ploeg (4500 v.Chr.), goud (4500 v.Chr.), tamme paarden (4000-3500 v.Chr.) en voertuigen op wielen (4000-3400 v.Chr.)
Van de paardenfokkerij wordt aangenomen dat deze in de zone van de woudsteppe in het tegenwoordige Oekraïne haar intrede deed met de Sredny Stogcultuur van seminomadisch herdersbestaan. Van voertuigen op wielen wordt aangenomen dat ze met de Trechterbekercultuur zijn ontstaan in een gebied dat het huidige Polen, Wit-Rusland en delen van Oekraïne omvat.
Veel Indo-Europese talen hebben woorden gemeen die (wiel)as betekenen, zoals het Latijnse axis, Litouws ašis, Russisch os'  en Sanskriet ákṣa. Ze hebben allemaal de PIE-wortel ak's-. De gereconstrueerde PIE-wortel i̯eu-g- leidt tot juk, Engels joke, Duits joch, Hettitisch iukan, en Sanskriet yugá(m).
Woorden voor wiel en kar/wagen nemen een van twee gemeenschappelijke vormen aan die elk met een PIE-wortel zouden verband houden:
1. De wortel kvel- wordt in het Oudijslands hvel (wiel), in het Oudkerkslavisch kolo (wiel, cirkel) in het Grieks kyklo (wiel, cirkel), in Pali en Sanskriet cakka/cakra (wiel) en in het Tochaars A kukäl (wagen, kar).
2. De wortel ret(h)- wordt rad in het Oudhoogduits en het Nederlands, rota (wiel) in het Latijn, rãtas (wiel) in het Litouws, en ratha (wagen, kar) in het Sanskriet.

De meeste schattingen dateren het PIE tussen 4500 en 2500 v.Chr., met als zwaartepunt 3700 v.Chr. Het is onwaarschijnlijk dat PIE (zelfs na de afscheiding van de Anatolische tak) na 2500 v.Chr. zou vallen, omdat het Proto-Indo-Iraans in het algemeen vlak voor 2000 v.Chr. wordt gedateerd. Anderzijds is het erg onwaarschijnlijk dat PIE voor 4500 v.Chr. zou liggen, omdat het gereconstrueerd vocabularium sterke kenmerken vertoont van een cultuur in de eindfase van het neolithicum, grenzend aan de vroege bronstijd.

## Herziening van de theorie
Als reactie op de kritiek herzag Renfrew zijn stelling door een uitgesproken Indo-Hettitisch standpunt in te nemen. Daarbij plaatste hij alleen het Pre-Proto-Indo-Europees in het Anatolië van het 7e millennium v. Chr., terwijl het thuisland van het Proto-Indo-Europees als dusdanig dan de Balkan van rond 5000 v.Chr. zou zijn, dat door Marija Gimbutas uitdrukkelijk als de "Oud-Europese cultuur" wordt voorgesteld. Op die manier blijft hij dus toch de originele bron van de Indo-Europese taalgroep in Anatolië plaatsen rond 7000 v.Chr.
Reconstructie van het PIE van de bronstijdsamenleving op basis van woordelementen als "wiel" gaan niet noodzakelijk op voor de Anatolische tak, die zich al vroeg, nog voor de komst van voertuigen op wielen, van het PIE lijkt te hebben afgescheiden.

Kaartje met de neolithische expansie van het zevende tot de vijfde millennium v.Chr.

Volgens Renfew (2004) verliep de verspreiding van het Indo-Europees in de volgende stadia:
- Rond 6500 v.Chr.: Pre-Proto-Indo-Europees, gelokaliseerd in Anatolië, splitst zich op in:
  - het Anatolisch
  - het Oud-Proto-Indo-Europees, de taal van de Pre-Proto-Indo-Europese landbouwvolken die bij de eerste verspreiding van de landbouw naar Europa migreren. Oud-Proto-Indo-Europese talen komen voor in de Balkan (Starčevo–Kőrös–Criş cultuur), in de Donauvallei (Bandkeramische cultuur) en mogelijk in de Bug-Dniestr regio (Oostelijke Bandkeramische cultuur)
- Rond 5000 v.Chr.: het Oud-Proto-Indo-Europees splitst zich op in:
  - Noordwest Indo-Europees, voorloper van Italiaans, Keltisch en Germanisch, in de Donauvallei gelokaliseerd
  - Balkan Proto-Indo-Europees, overeenkomstig Gimbutas' Oud Europese cultuur
  - Vroeg Steppe Proto-Indo-Europees (de voorloper van het Tochaars)

## Datering

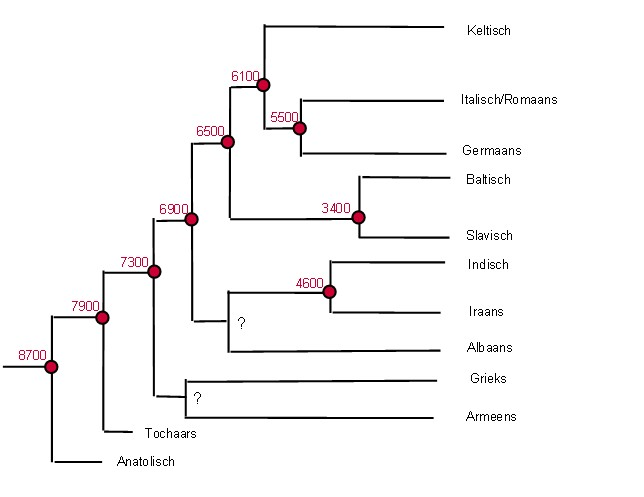
Stamboom van het Indo-Europees volgens de glottochronologische methode

Linguïsten hebben, in een poging tot datering van veranderingen in het talenlexicon met de tijd, glottochronologie toegepast. De methode ondervond echter veel kritiek vanwege haar aanname van een constante graad van verandering. Recentere fylogenetische methoden zijn dan aangewend door bijvoorbeeld Russell D. Gray en Quentin D. Atkinson, waarbij op afzonderlijke takken variabele veranderingsgraden kunnen worden toegepast. Zij dateerden daarmee het PIE op een periode die wel met Renfews hypothese zou overeenkomen.
Toch werd ook deze bevinding ter discussie gesteld. Een alternatieve revisie van glottochronologie door Sergei Starostin voorziet in een veranderingsgraad per tijd en daarmee wordt de vroegste PIE versie op 4670 v.Chr. gedateerd, voor de afsplitsing van het Hettitisch, en het latere PIE (aan de basis van alle andere IE talen) op 3810 v.Chr.